# Marie Mouté
Pour les articles homonymes, voir Mouté.
Marie Mouté, née le 27 octobre 1983, est une actrice française et suisse.
Elle est connue, entre autres, pour son rôle d'Alizé Guillaume dans la série télévisée La Vie devant nous, de 2000 à 2002, et plus récemment celui d'Axelle Ferrano dans la série policière Mongeville.

## Biographie
Marie Mouté parle trois langues : le français, l'anglais et l'espagnol. Dans sa jeunesse, elle a pratiqué plusieurs sports : l'équitation, la natation et le ski.

## Filmographie

### Cinéma
- 2003 : Travaux, on sait quand ça commence… : Julie
- 2006 : And then it breaks (film américain), produit par Leslie Porter
- 2010 : Comme les cinq doigts de la main : Irène Stano
- 2014 : Welcome to New York : Sophie Devereaux
- 2021 : Promises d'Amanda Sthers : Marika

### Télévision
- 2000-2002 : La Vie devant nous (série, TF1) : Alizé Guillaume
- 2003 : La Deuxième Vérité (téléfilm, France 3) : Axelle
- 2005 : Le Temps meurtrier (téléfilm, France 3) : Marie Mazaye
- 2005 : Joséphine, ange gardien (série, TF1) : Juliette
- 2008 : Chez Maupassant : La Chambre 11 de Claude Chabrol, une mini série sur France 2 : Mademoiselle Juliette
- 2009 : La vie est à nous (série, TF1) : Judith
- 2009 à la télévision: Le Gendre idéal 2 (série, TF1) : Pauline
- 2009 à la télévision: Drôle de famille ! (série, France 2) : Alice
- 2010 : Drôle de famille !  Deux heureux événements (série, France 2) : Alice
- 2013-2014 : Mongeville (série de 3 épisodes, France 3) : Axelle Ferrano

## Théâtre
- 2008 - 2009: Oscar (pièce de théâtre) tournée pays francophones